# McAlmont (Arkansas)
McAlmont es un lugar designado por el censo ubicado en el condado de Pulaski en el estado estadounidense de Arkansas. En el Censo de 2010 tenía una población de 1873 habitantes y una densidad poblacional de 454,82 personas por km².

## Geografía
McAlmont se encuentra ubicado en las coordenadas 34°47′34″N 92°11′45″O / 34.79278, -92.19583. Según la Oficina del Censo de los Estados Unidos, McAlmont tiene una superficie total de 4.12 km², de la cual 4.12 km² corresponden a tierra firme y (0%) 0 km² es agua.

## Demografía
Según el censo de 2010, había 1873 personas residiendo en McAlmont. La densidad de población era de 454,82 hab./km². De los 1873 habitantes, McAlmont estaba compuesto por el 17.62% blancos, el 78.59% eran afroamericanos, el 0.37% eran amerindios, el 0.43% eran asiáticos, el 0% eran isleños del Pacífico, el 1.23% eran de otras razas y el 1.76% pertenecían a dos o más razas. Del total de la población el 3.47% eran hispanos o latinos de cualquier raza.